# Scottish FA Cup 1899/1900
Der Scottish FA Cup wurde 1899/1900 zum 27. Mal ausgespielt. Der wichtigste schottische Fußball-Pokalwettbewerb, der vom Schottischen Fußballverband geleitet wurde, begann am 13. Januar 1900 und endete mit dem Finale am 14. Mai 1900 im Glasgower Ibrox Park. Der Vorjahressieger Celtic Glasgow konnte den Wettbewerb durch einen 4:3-Sieg im diesjährigen Endspiel gegen den FC Queen’s Park erfolgreich verteidigen. Es war zugleich der dritte Pokalerfolg in der  Klubgeschichte.

## 1. Runde
Ausgetragen wurden die Begegnungen am 13. Januar 1900. Die Wiederholungsspiele fanden am 20. Januar 1900 statt.
|                       | Ergebnis |                       |
| --------------------- | -------- | --------------------- |
| FC Abercorn           | 5:2      | FC Ayr Parkhouse      |
| Airdrieonians FC      | 0:1      | FC Clyde              |
| Celtic Glasgow        | 7:1      | FC Bo’ness            |
| FC Dundee             | 8:0      | Douglas Wanderers     |
| Forfar Athletic       | 3:4      | FC Motherwell         |
| Forres Mechanics      | 1:1      | FC Orion              |
| FC Galston            | 1:2      | Partick Thistle       |
| Hamilton Academical   | 2:3      | Hibernian Edinburgh   |
| Heart of Midlothian   | 0:0      | FC St. Mirren         |
| FC Kilmarnock         | 2:0      | FC East Stirlingshire |
| FC Maybole            | 4:2      | Wishaw Thistle        |
| Port Glasgow Athletic | 7:1      | FC Falkirk            |
| FC Queen’s Park       | 3:0      | Leith Athletic        |
| Glasgow Rangers       | 4:2      | Greenock Morton       |
| FC St. Bernard’s      | 1:0      | FC Arbroath           |
| Third Lanark          | 5:1      | Raith Rovers          |

### Wiederholungsspiele
|               | Ergebnis |                     |
| ------------- | -------- | ------------------- |
| FC Orion      | 4:1      | Forres Mechanics    |
| FC St. Mirren | 0:3      | Heart of Midlothian |

## Achtelfinale
Ausgetragen wurden die Begegnungen am 27. Januar 1900. Die Wiederholungsspiele fanden am 3. und 17. Februar 1900 statt.
|                       | Ergebnis |                     |
| --------------------- | -------- | ------------------- |
| FC Dundee             | 3:3      | FC Clyde            |
| Heart of Midlothian   | 1:1      | Hibernian Edinburgh |
| FC Kilmarnock         | 10:10    | FC Orion            |
| Partick Thistle       | 2:1      | FC St. Bernard’s    |
| Port Glasgow Athletic | 1:5      | Celtic Glasgow      |
| FC Queen’s Park       | 5:1      | FC Abercorn         |
| Glasgow Rangers       | 12:00    | FC Maybole          |
| Third Lanark          | 2:1      | FC Motherwell       |

### Wiederholungsspiele
|                     | Ergebnis |                     |
| ------------------- | -------- | ------------------- |
| FC Clyde            | 0:3      | FC Dundee           |
| Hibernian Edinburgh | 1:2      | Heart of Midlothian |

## Viertelfinale
Ausgetragen wurden die Begegnungen am 10./17. und 24. Februar 1900.
|                 | Ergebnis |                     |
| --------------- | -------- | ------------------- |
| Celtic Glasgow  | 4:0      | FC Kilmarnock       |
| Partick Thistle | 1:6      | Glasgow Rangers     |
| FC Queen’s Park | 1:0      | FC Dundee           |
| Third Lanark    | 1:2      | Heart of Midlothian |

## Halbfinale
Ausgetragen wurden die Begegnungen am 24. Februar und 10. März 1900. Das Wiederholungsspiel fand am 10. März 1900 statt.
|                 | Ergebnis |                     |
| --------------- | -------- | ------------------- |
| FC Queen’s Park | 2:1      | Heart of Midlothian |
| Glasgow Rangers | 2:2      | Celtic Glasgow      |

### Wiederholungsspiel
|                | Ergebnis |                 |
| -------------- | -------- | --------------- |
| Celtic Glasgow | 4:0      | Glasgow Rangers |

## Finale
| Celtic Glasgow                                                        | Celtic Glasgow | FC Queen’s Park | FC Queen’s Park |
| --------------------------------------------------------------------- | --- | --- | --------------- |
| Celtic Glasgow                                                        | \| Finale \| \| Samstag, 14. Mai 1900 um 15:00 Uhr (Ortszeit) in Glasgow (Ibrox Park) \| \| Ergebnis: 4:3 (3:1) \| \| Zuschauer: 17.000 \| \| Schiedsrichter: Thomas Robertson ( Schottland) \| \| Spielbericht \| | \| Finale \| \| Samstag, 14. Mai 1900 um 15:00 Uhr (Ortszeit) in Glasgow (Ibrox Park) \| \| Ergebnis: 4:3 (3:1) \| \| Zuschauer: 17.000 \| \| Schiedsrichter: Thomas Robertson ( Schottland) \| \| Spielbericht \| | FC Queen’s Park |
| Celtic Glasgow                                                        | Daniel McArthur, David Storrier, Bernard Battles, David Russell, Henry Marshall, Willie Orr, John Hodge, Johnny Campbell, John Divers, Sandy McMahon, Jack Bell Cheftrainer: Willie Maley ( Schottland)            | David Gourlay, David Stewart, Andrew M. Swann, James Irons, Alexander Christie, James Templeton, William Stewart, David Wilson (Fußballspieler, ????), Robert Smyth McColl, J. M. Kennedy, Robert Hay              | FC Queen’s Park |
| Celtic Glasgow                                                        | 1:1 Sandy McMahon 2:1 John Divers 3:1 Jack Bell 4:1 John Divers | 0:1 Alexander Christie 4:2 William Stewart 4:3 Bernard Battles (Eigentor) | FC Queen’s Park |
| Finale                                                                | | |                 |
| Samstag, 14. Mai 1900 um 15:00 Uhr (Ortszeit) in Glasgow (Ibrox Park) | | |                 |
| Ergebnis: 4:3 (3:1)                                                   | | |                 |
| Zuschauer: 17.000                                                     | | |                 |
| Schiedsrichter: Thomas Robertson ( Schottland)                        | | |                 |
| Spielbericht                                                          | | |                 |